# Dysplasie craniométaphysaire
Individualisée en 1966, la dysplasie craniométaphysaire se caractérise par une hyperostose évolutive et une sclérose du squelette craniofacial aboutissant à un front proéminent, un prognathisme, des bosses frontales saillantes, un hypertélorisme, avec modelage anormal des métaphyses des os longs.
Le retard à la dentition est fréquent avec parfois l'absence d'éruption dentaire par hyperostose de l'os alvéolaire. L'hyperostose craniale progresse toute la vie avec rétrécissement progressive des foramens du crâne incluant le trou occipital. En l'absence de traitement la compression des nerfs crâniens entraînent une paralysie faciale, une surdité et une perte de la vision. L'espérance de vie est normale chez les sujets atteints sauf dans les formes sévères.
Il existe deux types de transmission de cette maladie, la forme à transmission autosomique dominante est la plus fréquente ; la forme à transmission autosomique récessive est plus rare, mais les signes cliniques sont plus nets.

## Sources
- (en) Ernst Reichenberger, I-Ping Chen, DDS, Craniometaphyseal Dysplasia in GeneTests: Medical Genetics Information Resource (database online). Copyright, University of Washington, Seattle. 1993-2005